# Guy Burrows
William Guy Burrows (Belgaum, 5 november 1861 - 1912) was een Britse officier in de Onafhankelijke Congostaat van Leopold II van België. Hij bracht de wreedheden van het systeem waaraan hij had deelgenomen naar buiten, maar had dubieuze motieven en werd wegens laster veroordeeld.

## Leven
Burrows diende acht jaar in het Britse leger in de Raj en in Egypte, alvorens ontslag te nemen. Op 6 juli 1894 scheepte hij in met bestemming Congo, aangenomen op aanbeveling van Stanley. Hij nam deel aan de expeditie-Franqui en werd officier in de Force Publique (gestationeerd in Makua en Rubi Uele). In januari 1897 nam hij verlof in Europa. Hij schreef secretaris-generaal Charles Liebrechts dat hij van plan was om het koloniale beleid te verdedigen tegen kapitein Philip Salusbury en vroeg in dezelfde adem om bevordering. Zo bekwam hij de rang van kapitein eerste graad en het leeuwenkruis. In interviews met L'Etoile Belge (26 september 1897) en The Times nam hij het op voor de Kongostaat. Hij keerde terug als districtscommissaris in Aruwimi en liet het beloofde boek verschijnen, The Land of the Pigmies (1898).
In 1901 was hij terug in Europa. Tevergeefs probeerde hij in Brussel een nieuwe termijn los te krijgen. Waarschijnlijk was hij in aanvaring gekomen met de hiërarchie, mogelijk omdat hem een nieuwe bevordering was geweigerd. Na deze afwijzing reisde hij naar Londen, waar hij een andere oudgediende van Kongo ontmoette, de Amerikaan Edgar Canisius. Ze namen zich voor een boek te schrijven over de wantoestanden in de Kongostaat. Burrows benaderde E.D. Morel, maar die achtte zijn materiaal van geen waarde en wilde niets met hem te maken hebben. Klaarblijkelijk probeerde Burrows' uitgever ook de Kongostaat te chanteren. Na twee jaar liet Burrows zijn aanklacht verschijnen, The Curse of Central Africa (1903). Drie aangevallen officieren (Henri De Keyzer, Louis Chaltin en René Dubreucq), spanden voor de King's Bench Division van de High Court of Justice in Londen een proces aan wegens laster, daarin vervoegd door de Kongostaat zelf. Burrows kon geen getuigen doen verschijnen om zijn beschuldigingen te bevestigen en werd veroordeeld tot 500 pond boete (1904). Zijn boek werd verboden in Groot-Brittannië en Leopold ontnam hem alle toegekende onderscheidingen.
Leopoldiaanse propaganda smeerde de overwinning breed uit. Apologeten van de Kongostaat misbruikten de veroordeling nog jaren om alle kritiek weg te wuiven. Het deel van Canisius, al even bezwarend, was wijselijk niet aangevallen.
Na deze episode raakte Burrows in 1905 betrokken bij een tweede rechtszaak, tegen een vrouw met wie hij beweerde in alle discretie te zijn getrouwd in 1899, tijdens een verlof uit Congo. Ze had bericht gekregen van zijn dood en was hertrouwd. Nu meende hij haar te hebben opgespoord, maar zij ontkende dat hij de persoon was die ze toen gehuwd had.

## Publicaties
- The Land of the Pigmies, New York, Thomas Y. Crowell, 1898 (met een inleiding van Henry Morton Stanley)
- The Curse of Central Africa, Londen, C.A. Pearson, 1903 (met als vijfde hoofdstuk A Campaign Amongst Cannibals van Edgar Canisius)

## Voetnoten
1. ↑  The Nemesis of Libel, in: Henry Wellington Wack, The story of the Congo Free State. Social, political, and economic aspects of the Belgian system of government in Central Africa, 1905, p. 340-365
2. ↑  Divorce Court Mystery, New Zealand Herald, 16 november 1905. Gearchiveerd op 11 augustus 2021.